# Kartiki Gonsalves
Kartiki Gonsalves (Pune, 2 novembre 1986) è una regista indiana, vincitrice del Premio Oscar al miglior cortometraggio documentario.

## Biografia
Kartiki Gonsalves è la figlia minore di Timothy A. Gonsalves e Priscilla Tapley Gonsalves, originaria di Binghamton. Ha una sorella maggiore, Danica. È cresciuta a Udhagamandalam, nel distretto dei Nilgiri del Tamil Nadu. Ha studiato al Dr GR Damodaran College of Science di Coimbatore e si è laureata nel 2007. Ha lavorato come operatore di macchina da presa per Animal Planet e Discovery Channel. Nel 2022, ha diretto, prodotto, sceneggiato e curato la fotografia del cortometraggio Raghu, il piccolo elefante,  prodotto da Sikhya Entertainment e distribuito da Netflix. Il corto le ha valso il Premio Oscar per il miglior cortometraggio documentario.

## Filmografia

### Regista
- Raghu, il piccolo elefante (The Elephant Whisperers) (2022)

### Produttrice
- Raghu, il piccolo elefante (The Elephant Whisperers), diretto da Kartiki Gonsalves (2022)

### Sceneggiatrice
- Raghu, il piccolo elefante (The Elephant Whisperers), diretto da Kartiki Gonsalves (2022)

### Direttrice della fotografia
- Raghu, il piccolo elefante (The Elephant Whisperers), diretto da Kartiki Gonsalves (2022)

## Riconoscimenti
- Premio Oscar
  - 2023 - Miglior cortometraggio documentario per Raghu, il piccolo elefante